# Conyers
Conyers är en stad i Rockdale County i Georgia i USA. Staden är administrativ huvudort för Rockdale County. 